# Hanibal Lucić
Hanibal Lucić (wł. Annibale Lùcio; ur. 1458 w Hvarze, zm. 1553 tamże) – chorwacki poeta i dramatopisarz.

## Życiorys
Pochodził z rodziny szlacheckiej. Podczas powstania na Hvarze w latach 1510–1514 musiał opuścić wyspę i zamieszkał w Trogirze. W dokumencie z 1519 roku figurował jako Hannibal de Lucis Judex Phariae, co wskazywałoby na piastowanie przez niego funkcji sędziowskiej.
Swoją twórczością, inspirowaną ideami platonizmu renesansowego i cechującą się ekspresją poetycką, formalną elegancją i podziwem dla kobiecego piękna i siły, wywarł wpływ na rozwój chorwackiego petrarkizmu. Czerpał z dzieł włoskich poetów Ludovica Ariosto i Pietra Bembo. Pieśń Jur nijedna na svit vila uważana jest za jedną z najlepszych chorwackich pieśni swojej epoki. Pisni ljuvene, zawierające 22 wiersze, uważane są natomiast za jeden z najlepszych zbiorów poezji miłosnej wczesnej literatury chorwackiej. Dramat Robinja był niegdyś uważany za pierwszy chorwacki świecki tekst dramatyczny. Był odgrywany w wielu teatrach nad Morzem Adriatyckim. Dziedzicem majątku Lucicia był jego nieślubny syn Antun, który w 1556 roku wydał pośmiertny zbiór jego twórczości Skladanja izvarsnih pisan rizcih. 